# 能者物流

能者物流公司logo

能者物流（英語：Ninja Van）是一家從新加坡發跡，營運範圍拓及東南亞的物流公司，由黎常文（英語：Lai Chang Wen）等人於2014年創立，執行長為黎常文。

## 發展
2014年創立。黎常文辭去銀行行員，善用新加坡已然發達的電子商務市場，與兩位好友陈伯衔（英語：Tan Boxian）、张仕威（英語：Shaun Chong）一起開電子商務公司，從販售男士流行服裝開始。
目前已打入東南亞六國市場：
- 2014年：新加坡
- 2015年：馬來西亞、印尼
- 2016年：越南、菲律賓、泰國[4]

## 市場特性與挑戰
印尼島嶼眾多，不只是一般的貨車、摩托車，尚仰賴在地的水牛、竹筏，才能順利完成貨運工作。
能者物流初期資金有限，自己養車隊，以人工智能規劃貨運路線，提升經營效益。

## 外部連結
- Ninja Van 官方網站（新加坡） （页面存档备份，存于）